# Begonia wengeri
Espèce
Begonia wengeri est une espèce de plantes de la famille des Begoniaceae.
L'espèce fait partie de la section Diploclinium.
Elle a été décrite en 1932 par Cecil Ernest Claude Fischer (1874-1950).

## Répartition géographique
Cette espèce est originaire du pays suivant : Inde.